# Аніва (місто)
Ані́ва (рос. Анива, у 1886—1905 роках — Лютога; у 1905—1946 роках — Рутака (яп. 留多加町, Rutaka-chō)) — місто в Російській Федерації, адміністративний центр Анівського району Сахалінської області. Розташоване на півдні острова Сахаліну в Сусунайській долині на річці Лютозі при впадінні її у бухту Лососів затоки Аніви. Населення — 9 626 (2023), 9 148 (2012), 4 700 (1968), 5 700 (1959).

## Історія
Поселення засноване у 1886 році, як село Лютога. За Портсмутським мирним договором 1905 року село разом південною частиною Сахаліну відійшло Японії. З 1945 року у складі Радянського Союзу. Статус міста і назва Аніва з 1946 року.

## Економіка
У місті працюють підприємства: лісгосп (ділова деревина, пиломатеріали), друкарня (бланки, брошури, буклети, газети), Акціонерне товариство «Катран-Бізнес» (переробка риби),
сільськогосподарське підприємство «Анівське» (молоко, м'ясо, овочі).

## Соціальна сфера
У місті діють дві загальноосвітні школи, Будинок дитячої творчості, Дитяча школа мистецтв, Будинок культури, народний театр. Видається газета «Ранок Батьківщини».